# Antarktiszi oázis
Az antarktiszi oázis vagy ablációs térség Antarktika partvidéki területeire jellemző, jeges-havas környezetétől elkülönülő, jégmentes terület. Földrajzi-domborzati szempontból lehet sziget, félsziget, partvidéki sziklacsoport vagy nunatak (hó- vagy jégmezőből kiemelkedő sziklacsúcs). A kifejezést a sivatagi oázisok analógiájára Alfred Stephenson (1908–1999) angol sarkkutató meteorológus használta először 1936-ban. Az antarktiszi oázisok kialakulása és az alacsony csapadékmennyiség között meteorológiai megfigyelések tükrében közvetlen kapcsolat nem feltételezhető. Állandó jégmentességüket az alacsony albedó és a pozitív sugárzásegyenleg hatására felgyorsuló abláció  (a jég olvadása) magyarázza. Legtöbbjük egy-egy mély gleccservölgy és az óceán határolta területen fekszik. A legnagyobb kiterjedésűek a Bunger- (950 km²) és a Vestfold-oázis (420 km²), további nevezetes oázisterületek a Stillwell- (96 km²), a Schirmacher-oázis (34 km²), valamint a Victoria-föld sziklavölgyei és a Mac Robertson-part Amery-oázisa.